# 17046 Kenway
A 17046 Kenway (ideiglenes jelöléssel 1999 FM33) a Naprendszer kisbolygóövében található aszteroida. A LINEAR projekt keretében fedezték fel 1999. március 19-én.